# Francesco Zambrini
Francesco Zambrini (Faenza, 1810 – Bologna, 1887) è stato un italianista italiano.

## Biografia
Studioso dei testi antichi scritti in lingua volgare, fu il primo presidente della Commissione per i testi di lingua, nel 1860. L'anno dopo iniziò la stesura di Scelta di curiosità letterarie inedite o rare dal secolo XIII al XVII.
Nel 1868 fondò il periodico di letteratura "Il Propugnatore". La sua opera di maggiore rilievo fu il catalogo  Le opere volgari a stampa dei secoli XIII e XIV, pubblicato in prima edizione a Bologna, presso Carlo Ramazzotti libraio nel 1857, poi in edizioni successive aumentate.